# Hunte
Hunte er en flod i  delstaten Niedersachsen i den nordvestlige del af Tyskland og en af Wesers bifloder fra venstre med en længde på 198 km. Den har sit udspring i Wiehengebirge og løber hovedsageligt nordover gennem byen Bad Essen, søen Dümmer, byerne Diepholz, Wildeshausen og Oldenburg. Den munder ud i Weser i Elsfleth. Delen mellem Oldenburg og Weser er sejlbar for fragtskibe og knytter Weser til Küstenkanal, som går fra Oldenburg til floden Ems.